# Хелм-Слёнски (гмина)
Хелм-Слёнски (пол. Chełm Śląski) — сельская гмина (волость) в Польше, входит как административная единица в Беруньско-лендзинский повет, Силезское воеводство. Население — 5556 человек (на 2005 год).